# Аеродром Морава
Аеродром Морава, познат и као аеродром Лађевци (: , : ), налази се у долини Западне Мораве, у месту Лађевци, на територији града Краљева, Србија. Један део аеродрома познат као аеродром Лађевци је војни, а други део, где је изграђен терминал, је цивилни аеродром Морава и он се налази у месту Тавник.
Аеродром је лоциран 15 km од Краљева, 21 km од Чачка, 32 km од Горњег Милановца и 39 km од Крагујевца. Аеродром је идеално лоциран, не само за околне градове (Краљево, Чачак, Горњи Милановац и Крагујевац), већ и за Крушевац (70 km), Ужице (80 km), Јагодину (80 km) и Нови Пазар (110 km). Градски центри који гравитирају аеродрому су уједно и велики индустријски центри. Постоји и јака база у пољопривредној производњи, посебно воћарству, као и изузетан туристички потенцијал, пре свега у великом туристичким центрима који гравитирају аеродрому (Врњачка Бања, ски центар Копаоник итд).

## Историјат
Војни аеродром код Краљева изграђен је 1967. године. Прва јединица на овом аеродрому била је 235 ловачко-бомбардерска ескадрила која је била опремљена авионима типа F-84 Тандерџет.
Највећи број летелица на Лађевцима био је присутан 1992. године када су у Краљево пребазиране ескадриле 98 пука који је повучен из Скопља, као и 353 извиђачка ескадрила и 240 ловачко-бомбардерска ескадрила из Мостара.
Херој Живота Ђурић је био командант 241. ловачко-бомбардерске ескадриле. од 1992. године до 25. марта 1999. године.
У овом тренутку, војни део аеродрома је дом 241 ловачко-бомбардерске ескадриле опремљене авионима Орао и Супергалеб, као и 714. против-оклопне хеликоптерске ескадриле која користи хеликоптере Газела.
На аеродрому су смештени и 98 артиљеријско-ракетни дивизион ПВО, ваздухопловно-технички батаљон и батаљон за обезбеђење аеродрома.
Дана 5. октобра 2011. на краљевачки аеродром Морава слетео је први цивилни авион, чиме је овај, раније искључиво војни аеродром, почео да функционише као мешовита војно–цивилна ваздушна лука. Међу путницима на тридесетоминутном лету из Београда били су председник Србије Борис Тадић, министар одбране Драган Шутановац и министар економије и развоја Небојша Ћирић.
Од 2017. године, Аеродром Морава је показао потенцијал да постане међународни аеродром ако се уложе додатни напори. Влада Србије је најавила отварање аеродрома 28. јуна 2019, што га чини трећим комерцијалним аеродромом у Србији, после Београда и Ниша. Виз ер је претходно показао интересовање да опслужује Аеродром Морава и изјавио да прати развој. Поред тога, влада Србије је претходно најавила да је била вољна да склопи уговор о јавно-приватном партнерству са немачком компанијом која би обављала услуге из Краљева до Франкфурта и Истанбула. Име те компаније није речено. Поред тога, део рашког округа, у коме се налази Краљево, има блиске историјске везе са Турском и очекује се да ће део локалног становништва користити овај аеродром, уместо Приштине, за будуће летове за Истанбул.
Године 2020. на аеродром су у склопу 714. против-оклопне хеликоптерске ескадриле стационирана и 4 хеликоптера МИ 35М, који је апарат са највећом ватреном моћи у историји те јединице. На аеродрому су исте године распоређени и нови вишенаменски хеликоптери Х145М.

## Улагања и развој
Према плану, од пролећа 2012. године аеродром је требало да буде отворен за редован саобраћај мањих авиона до 100 путника. Укупна вредност инвестиције је 32 милиона евра, а партнер је Турска, која учествује са 10 милиона евра. Министарство одбране Србије издвојило је 12 милиона евра, Агенција за контролу летења Србије и Црне Горе 3,5 милиона, друга министарства два милиона и Аеродром Београд два милиона. Радови на изградњи цивилног дела аеродрома завршени су 2016. године. Оба дела, цивилни и војни део аеродрома су инфраструктурно одвојени. У првој фази прилагођавања војног аеродрома за цивилни саобраћај изграђена је пристанишна зграда, контролни торањ, техноекономски блок и радови изведени на уређењу полетно-слетне стазе. У наредној фази реконструкције, планирано је да овај аеродром ће бити ваздушна лука за велике летелице и слетање под свим временским условима. После београдског и нишког ово је трећи аеродром у Србији са међународним карактеристикама.
Аеродром Морава је отворен 28. јуна 2019. Од свог отварања крајем јуна, до краја 2019. очекује се да ће неколико авио-компанија увести летове са аеродрома. Опслужиће око 20.000 путника у 2019. и између 100.000–150.000 путника 2020.
Године 2023. најављено је проширење аеродромских капацитете, које ће се одвијату у две фазе.

## Редовне линије
Уређењем полетно-слетне стазе и аеродромске зграде донета је одлука и расписан тендер за летове са краљевачког аеродрома „Морава”. На тендеру је победила домаћа авио-компанија — Ер Србија и први комерцијални лет до Беча обавила је 17. децембра 2019. године са летелицом АТР-72 (YU-ALV). До Беча редовне линије саобраћају уторком и петком са поласком у 7:55 ч са краљевачког аеродрома.
Следеће редовне путничке авио-компаније користе аеродром Морава:
| Авио-компанија | Одредишта                       |
| -------------- | ------------------------------- |
| Ер Србија      | Истанбул Сезонски: Солун, Тиват |

## Статистика
| Година | Путници | Промена    | Авио операција | Промена    | Карго (т) | Промена    |
| ------ | ------- | ---------- | -------------- | ---------- | --------- | ---------- |
| 2019.  | 529     | Стагнација | 38             | Стагнација | 0         | Стагнација |
| 2020.  | 1.038   | 96,2%      | 178            | 368,4%     | 0         | Стагнација |
| 2021.  | 1.488   | 43,3%      | 200            | 12,4%      | 0         | Стагнација |
| 2022.  | 13.683  | 819,6%     | 580            | 190,0%     | 0         | Стагнација |
| 2023.  | 13.862  | 1,3%       | 620            | 6,9%       | 0         | Стагнација |
| 2024.  | 13.781  | 0.6%       | 602            | 2.9%       | 0         | Стагнација |